# アオバスゲ
アオバスゲ Carex papillaticulmis Ohwi, 1930  はカヤツリグサ科スゲ属の植物の1つ。幅広く硬めの葉と、大きくて尖った果胞を少数だけつける。

## 特徴
常緑性で多年生の草本。ある程度まとまった株をなし、匍匐茎は伸ばさない。基部の鞘は色づかない。葉はやや硬くて幅4～8mm。
花茎は高さ15～40cm。果実は5～6月に見られる。頂小穂は雄性、側小穂は雌性で2～3個あり、それらは互いに離れて付いている。苞は鞘があり、葉身は小穂より短い。頂生の雄小穂は長さ1～2cm、鱗片はその一部が赤褐色を帯びる。側生の雌小穂は長さ0.6～2cm。果胞は長さが5.5～6.5mmで、多くの細かな脈があり、毛があり、先端は長い嘴と成り、その先の口は鋭い2本の歯状突起で終わる。果実は長さ2.5～3mm、その断面は3稜形で、稜の中程で浅く窪むが、窪みがない場合もある。頂端から出る柱頭の基部の付属体は直立する嘴状となっている。
和名は青葉菅の意味で、その葉の色による。

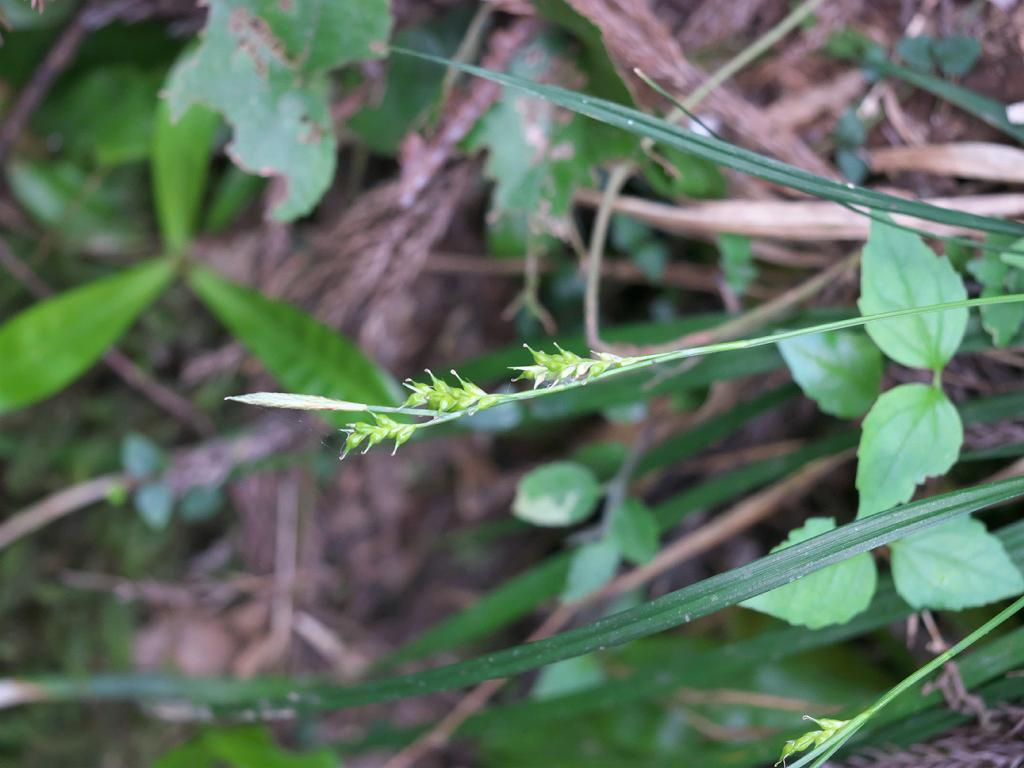
花茎の先端付近
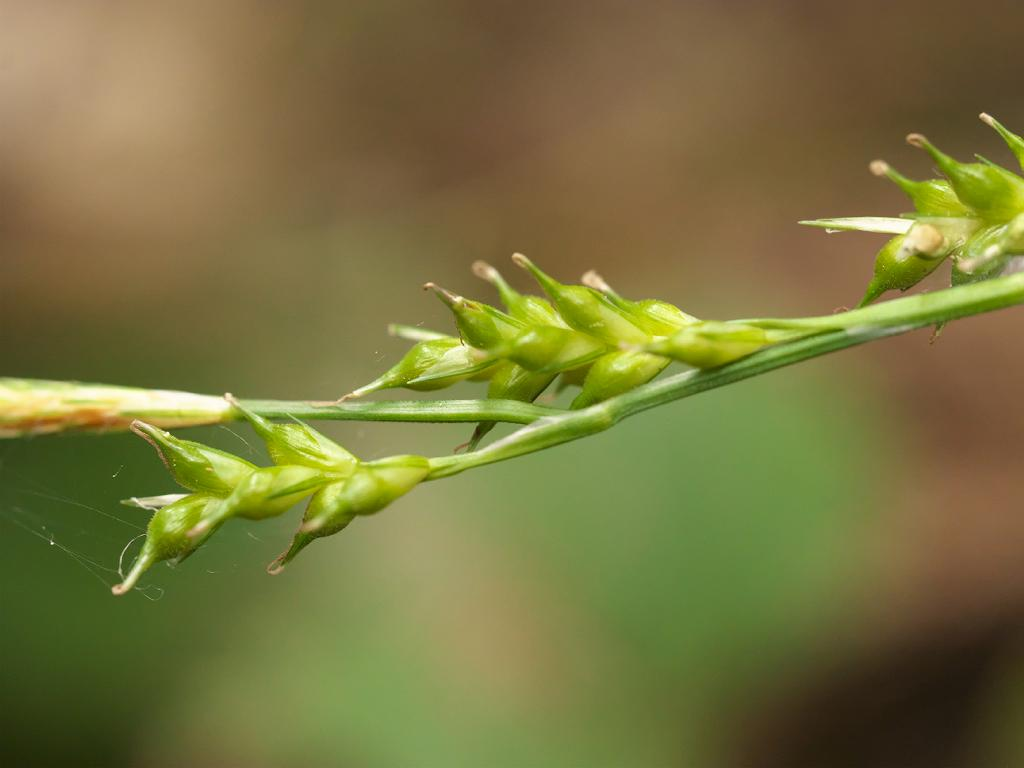
雌小穂の拡大像

## 分布と生育環境
日本固有種で、本州の関東地方以西、四国、九州に分布する。
シイ・カシ帯からブナ帯の下部にかけての森林の中に出現する。標高500m以上の森林に多く見られ、林床や山道脇でよく目立つ。

## 分類、類似種など
勝山(2015)では頂小穂が雄性で単独、側小穂雌性、苞に鞘があり、果胞は大型で嘴が長く、柱頭は先端が3つに裂け、基部には環状の付属体があるなどの特徴から本種をヒエスゲ節 Sect. Rhomboidales に含めている。この節には国内で12種ほどが含められているが、中でも本種と同様に雌小穂が短くて果胞が少なく、また果胞に毛があるものとしては以下の種が挙げられている。
- C. insaniae ヒロバスゲ
- C. papillaticulmis アオバスゲ
- C. subdita アオヒエスゲ
- C. longerostrata ヒエスゲ

このうちでヒエスゲは果胞の口部が2つに深く裂けること、柱頭の基部が大きく曲がっていることなどの特徴で本種とははっきり区別が出来る。
あとの3種は互いによく似ている。ヒロバスゲは葉幅が広い(8～15mm)こと、花茎が普通に葉の間から抜け出るものがある一方で葉の根元に埋まるように生じる短い花茎が出るのを特徴とする。また果実の中央がくびれるのも区別できる特徴とされる。アオヒエスゲは葉が細くては幅が2～4mmしかないこと、雄小穂の鱗片が着色しないことなどで区別される。しかしアオバスゲとアオヒエスゲは分布域もほぼ一致し、区別が難しい場合もあるという。星野他(2011)もこの2種については葉幅で区別できるとしつつも中間的な個体もあるとし、形態の変異が連続的である可能性も示唆している。
この3種はごく近縁なものとの判断は広くあり、この3種は分類上の扱いでも大井(1983)ではこれらをヒロバスゲの下に置き、アオバスゲとアオヒエスゲはその変種、との扱いになっている。北村他(1998)ではやはりこの3種をヒロバスゲの下に纏め、しかしあとの2種は変種ではなく亜種という扱いになっている。勝山は勝山(2005)でもこれらをそれぞれ独立種として扱い、星野他(2011)や大橋他編(2015)などもこれを継承している。しかしながら牧野原著(2017)ではこの3種をやはりヒロバスゲの下に纏め、あとの2種はその変種、という扱いになっており、またYListも同様の扱いをしている。いずれにせよこれら3種はごく近縁のものであり、時に区別に混乱を生じる程に似ている、という点では一致している。
これらの他、同じ地域に出現する似たものとしてはサンインヒエスゲ C. jubozanensis がある。全体に似ているが匍匐茎をよく出すこと、果胞に毛がないこと、柱頭基部の付属体が曲がっていることなどで区別できる。

## 保護の状況
環境省のレッドデータブックでは指定がないが、府県別では青森県と長野県で絶滅危惧I類、熊本県で絶滅危惧II類、京都府で準絶滅危惧の指定があり、また大分県、宮崎県、鹿児島県で情報不足となっている。京都では産地が限られており、個体数も少ないことを指定の理由に挙げ、外見が目立たないので希少種と気付かれないで開発の犠牲となりやすい、とのこと。